# Matija Sloup
Matija Sloup (Kutina, 1996.), hrvatski paraolimpijski atletičar i svjetski rekorder u bacanju diska.
Na svom prvom nastupu na Svjetskom prvenstvu u paraatletici 2015. godine u Dohi osvojio je 4. mjesto u bacanju kugle. Isti uspjeh ostvario je i na prvom nastupu na Europskom prvenstvu 2016. u Grossetu, dok je 2016. godine na Paraolimpijskim igrama u Rio de Janeiru bio osmi. Krajem svibnja 2017. postavio je svjetski rekord u bacanju diska na Otvorenom prvenstvu Hrvatske, da bi ga u svibnju naredne godine srušio dva puta. Dvanaest dana nakon što je postavio državni rekord u bacanju kugle i svjetski rekord u bacanju diska u kategoriji F40 za atletičare niskog rasta na Otvorenom prvenstvu Hrvatske u Splitu, na Otvorenom atletskom prvenstvu Srbije već postavljeni svjetski rekord u disku poboljšao je za 14 centimetara.
2018. godine postao je europski prvak u Berlinu (WPA EP Berlin 2018. – 1. mjesto u bacanju kugle – 9,87 m). 
U kategoriji bacača kugle niskim rastom Matija Sloup došao je do bronce s novim osobnim i državnim rekordom bacivši kuglu na 10,30m (WPA SP Dubai 2019. – 3. mjesto u bacanju kugle – 10,30 m)
Matija je nastupio drugi puta na Paraolimpijskim igrama u Tokiju 2021. godine gdje je prebacio šest puta svoj osobni i državni rekord i završio na 4. mjestu sa rezultatom 10.60m. 
U mladosti se bavio dizanjem utega, a 2015. učlanio se u Atletski klub osoba s invaliditetom "Odisej" iz Kutine.
Diplomirao je poslovnu ekonomiju na Sveučilištu Libertas. Matija je rođen s genetskom bolesti, zbog čega je visok tek metar i dvadeset. Prošao je 16 operacija, prvu još kao dječak u trećem razredu osnovne škole. Visok je 120 centimetara.